# Château de Corcelles (Charolles)
Ne doit pas être confondu avec Maison forte de Corcelles.
Pour les articles homonymes, voir Château de Corcelles et Château de Corcelles-en-Beaujolais.
Le château de Corcelles est un château qui se dresse sur l'ancienne commune de Saint-Symphorien-lès-Charolles rattaché en 1896 à la commune de Charolles dans le département de Saône-et-Loire, en région Bourgogne-Franche-Comté.
Au titre des monuments historiques : le château construit de 1905 à 1908 fait l’objet d’une inscription par arrêté du 17 août 2005. De plus, les édifices réalisés au XXe siècle qui sont déjà protégés au titre des monuments historiques bénéficient automatiquement du Label « Patrimoine du XXe siècle ».

## Situation
Le château de Corcelles est située dans le département français de Saône-et-Loire sur l'ancienne commune de Saint-Symphorien-lès-Charolles rattaché en 1896 à la commune de Charolles, sur une colline dominant un vaste vallonnement.

## Histoire
Le château est construit de 1905 à 1908 par l'architecte Jean Boirivant.

## Description
Le bâtiment est de style néo-régionaliste normand et gothique.